# Fonograf

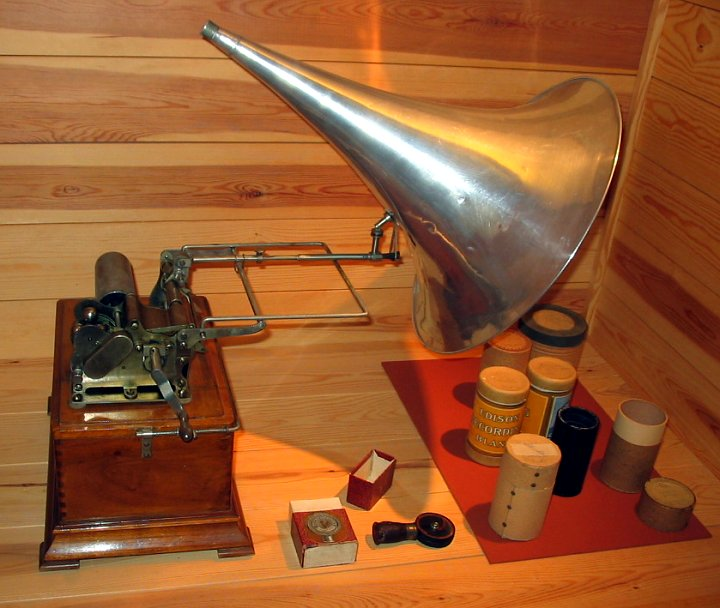
Fonograf

Fonograf (z gr. φωνή fonē, głos, oraz γραφή grafē, pisanie) – jedno z pierwszych urządzeń służących do zapisu i odtwarzania dźwięku, poprzednik gramofonu .

## Historia
Fonograf został skonstruowany przez Thomasa Alvę Edisona. Edison swój wynalazek zademonstrował 29 listopada 1877, a opatentował 19 lutego 1878.

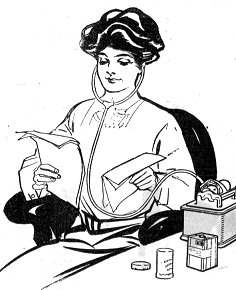
Słuchanie nagrania z wałka fonografu

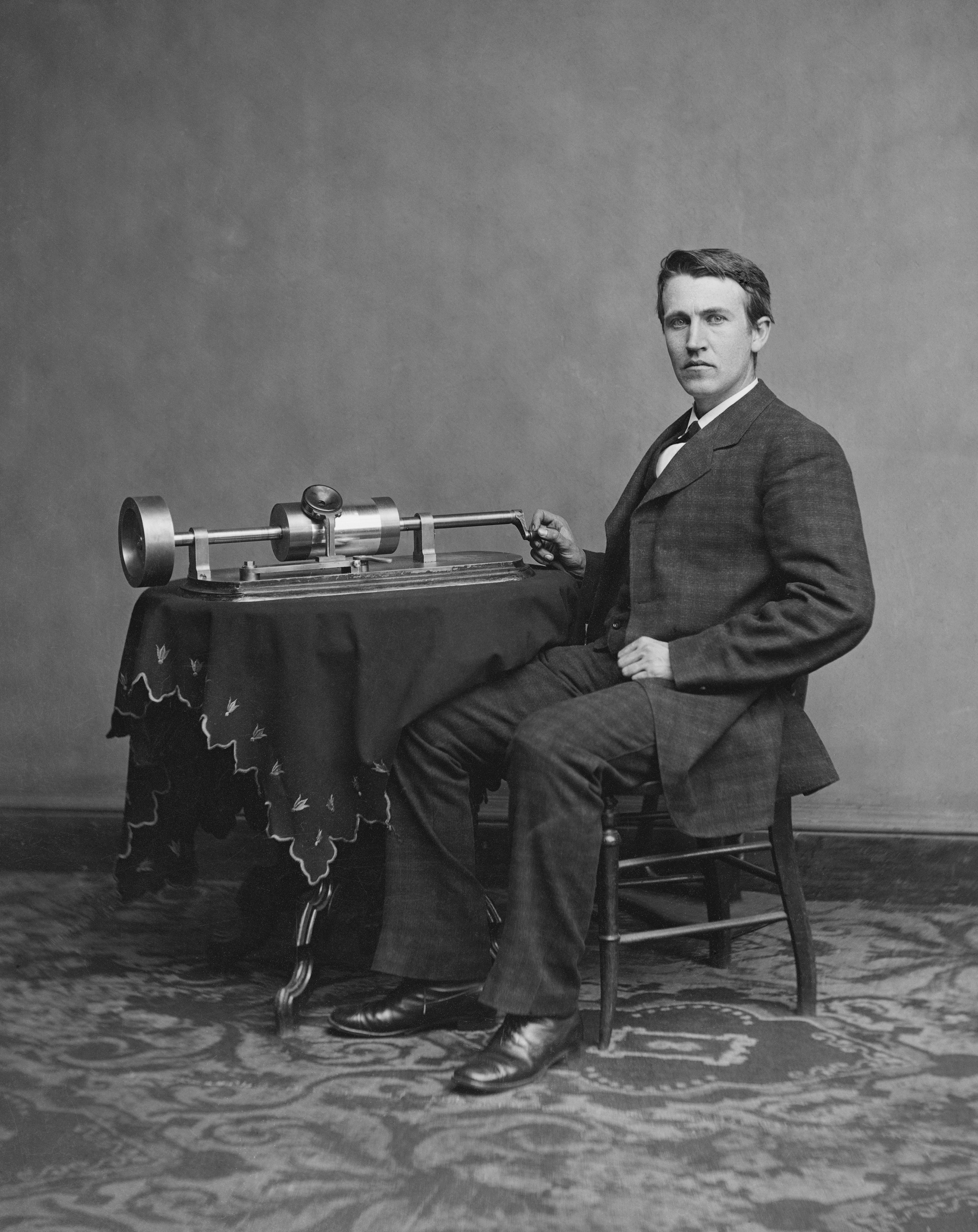
Thomas Edison z fonografem

W fonografie dźwięk zapisywany był przy pomocy igły na cylindrze zakładanym na walec napędzany początkowo korbką, później mechanizmem sprężynowym. Odtwarzanie przebiegało w analogiczny sposób. Igła (rylec) wykonana była ze specjalnie oszlifowanego diamentu. Dźwięk zapisywano rzeźbiąc rowek na folii cynowej nawiniętej na stalowy walec. Głośnikiem i mikrofonem była duża lejkowata metalowa tuba. Główną wadą zapisu na cynowej folii był brak możliwości tłoczenia kopii, dlatego od 1888 zaczęto produkować woskowe cylindry (umożliwiały dwie minuty nagrania), a w 1908 zaczęto produkcję wałków z celuloidu, które mieściły cztery minuty nagrania, a jakością przekraczały kilkukrotnie zapis na płytach. Z matrycy można było wytłoczyć kilka tysięcy wałków. Fonograf został wyparty przez, wynalezioną przez Emila Berlinera, płytę gramofonową, którą można było tłoczyć w jeszcze większych nakładach z matryc metalowych w masie szelakowej. W drugiej dekadzie XX wieku, kiedy zaczęto nagrywać płyty do gramofonów metodą elektryczną, skończył się popyt na fonografy. Ostatni wyprodukowano w 1929.
W 2012 opublikowano informację, że znajdujące się od wielu lat w laboratoriach Thomasa Edisona pod Nowym Jorkiem cylindry z nagraniami, dotychczas niezidentyfikowane, udało się odtworzyć i skopiować. Zawierają one nagrania dokonane przez Theo Wangemana, asystenta Thomasa Edisona, w latach 1889 i 1890, między innymi głosów Ottona von Bismarcka i Helmuta von Moltkego.